# Acorypha vittata
Acorypha vittata är en insektsart som först beskrevs av Bolívar, I. 1889.  Acorypha vittata ingår i släktet Acorypha och familjen gräshoppor. Inga underarter finns listade i Catalogue of Life.